# Fort Holabird

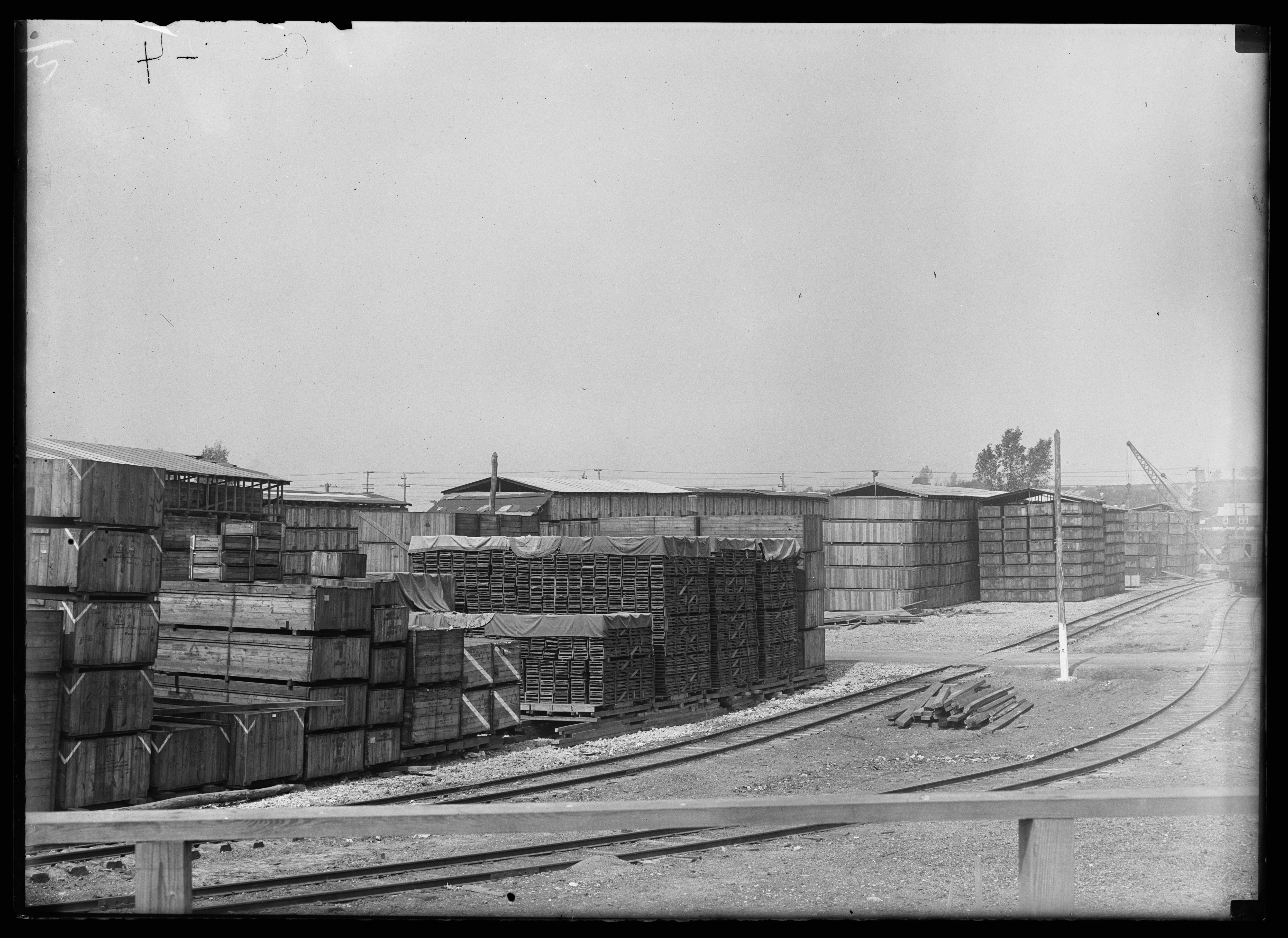
Camp Holabird, entre 1918 et 1923

Fort Holabird était une base de l’armée américaine située dans la ville américaine de Baltimore dans le Maryland. Elle a été utilisée comme centre d’examen des forces armées et a été fermée en 1973. 
En raison de sa proximité de Washington, il fut utilisé début des années 1970 pour la garde des témoins dans d’importantes affaires, telles les auditions du Watergate.
Fort Holabird fut aussi le siège de l’« US Army Intelligence ».